# Bohrlochgeophysik
Die Bohrlochgeophysik ist ein Teilgebiet der Angewandten Geophysik, das sich primär mit der Auswertung von Bohrlochmessungen und den zugehörigen Kenntnissen und Prozessen  befasst.
In den Bohrlöchern werden lithologische, petrophysikalische, lagerstättentechnische Eigenschaften sowie gefügekundliche und bohrtechnische Daten aufgenommen. Dabei kommen vornehmlich geoelektrische, magnetische, akustische, Radar und Radioaktivität verwendende Verfahren zur Anwendung. Die Bohrlochmessungen sind das wichtigste Messverfahren bei Tiefbohrungen und haben das zeit- und kostenintensive Kernen von Bohrstrecken weitgehend ersetzt.
Die Messdiagramme (Logs) werden durch Korrelation mit den Messbefunden von Nachbarbohrungen zur stratigraphischen Gliederung benutzt. Besondere Bedeutung haben die Bohrlochmessungen beim Erkennen und der Identifizierung von Lagerstätten (z. B. Öl- oder Gaszonen). Darüber hinaus lassen sich aus den Messdiagrammen die reservoirgeologischen Parameter ableiten und interpretieren (Mächtigkeit, Gesteins-Porositäten, Kohlenwasserstoffsättigung). Einsatzbereiche hat die Methode auch im Monitoring von Tiefbrunnen der Trinkwasserversorgung, in der Geothermie im Energiewesen wie auch für Thermalwassergewinnung.